# Knotenpunkt Bhowani
Knotenpunkt Bhowani (Originaltitel: Bhowani Junction) ist ein US-amerikanischer Spielfilm aus dem Jahr 1956, basierend auf dem gleichnamigen Roman von John Masters.

## Handlung
Victoria Jones, eine Halbinderin, sucht in den Wirren der Aufstände in Indien 1947 ihre Identität. Sie wird beinahe von einem britischen Armeeangehörigen vergewaltigt und bringt diesen in Notwehr um. Ihr Arbeitskollege, ebenfalls ein Inder, hilft ihr, die Tat zu vertuschen. Aus Dankbarkeit wird sie seine Verlobte. Ranjits Mutter hat Verbindungen zu einem geheimnisvollen Terroristen. Die junge Frau steht nun zwischen zwei Kulturen und wird fast wahnsinnig vor Angst. Ihr Vorgesetzter Rodney Savage hilft ihr schließlich.

## Kritiken
„Eins von Cukors Lieblingsthemen, die individuelle und gesellschaftliche Identitätskrise, wird hier mit der Identitätskrise einer Nation im Umbruch verbunden und als glaubwürdiges Drama mit eindrucksvollen Massenszenen dargeboten.“